# Udny Mort House
L'Udny Mort House est un monument du Royaume-Uni situé dans le nord-est de l'Écosse, dans le cimetière d'Udny Green, un hameau du village de Pitmedden. Le bâtiment circulaire abrite une pièce sans fenêtres avec une seule porte. Sa fonction était d'empêcher le trafic de cadavres : les corps des personnes récemment décédées étaient entreposés dans l'Udny Mort House pendant parfois plus de trois mois le temps que les chairs entrent dans un état avancé de décomposition, rendant ainsi le corps impropre à son exhumation dans un but de dissection post mortem dans les universités de médecine ; le cadavre était ensuite inhumé dans le cimetière. Bien que venant d'être construit la même année, l'usage du bâtiment devient peu à peu obsolète avec la promulgation de l'Anatomy Act (en) en 1832 légalisant et encadrant la dissection post mortem ; il est totalement inutilisé à partir de 1836.